# Lenca
Los Lencas son un grupo étnico mesoamericano, que hablan las llamadas lenguas lencas y que ocupan parte del territorio de Honduras y El Salvador desde tiempos precolombinos. Su filiación lingüística  aún genera debates entre los especialistas. 
Según Lyle Campbell, la lengua lenca está aún sin clasificar. Según el lingüista costarricense Adolfo Constenla Umaña, es un idioma con raíces del chibchano, pero con mucha influencia del náhuat y de lenguas mayas como el yucateco y el chol.

## Historia

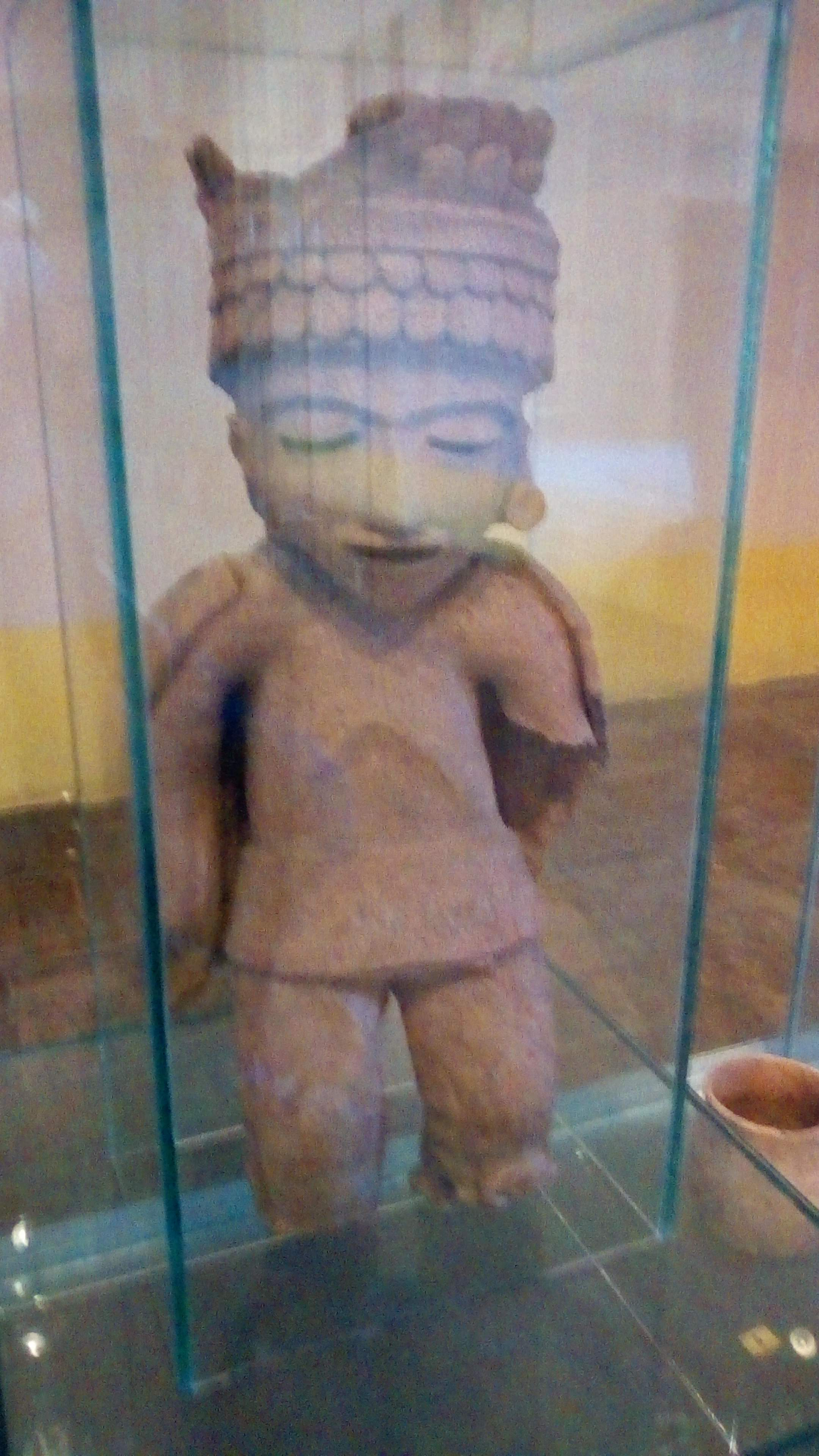
Arte antiguo Lenca, representación de un cacique posiblemente del preclásico tardío o clásico temprano.

Desde la época precolombina los lencas ocuparon diversas áreas de lo que hoy en día se conoce como Honduras y El Salvador (en este último en los departamentos de La Unión, San Miguel, Morazán, Usulután, Cabañas, y partes de San Vicente y Chalatenango).El nombre "Lenca" fue establecido por el explorador estadounidense Ephraim George Squier en 1853, tras escuchar que los nativos en Guajiquiro llamaban así a su lengua autóctona.
La investigadora Doris Stone planteó en su libro Synthesis of Lower Central American ethnohistory, de 1966, que también habrían habitado en Nicaragua, en parte de los departamentos de Estelí, Nueva Segovia y Jinotega. 
Eso lo supuso debido a que consideró como lencas a un grupo denominado paracas (no confundirlos con la cultura peruana homónima) que habitaba en el departamento hondureño de Olancho y los departamentos nicaragüenses antes mencionados, y que entró en contacto con los españoles en el siglo XVII; sin embargo, si bien es difícil definir con precisión la frontera entre los lencas y los sumus y matagalpas, la evidencia histórica de la ubicación de los paracas apoya a que estos fuesen matagalpas y no lencas, tal y como lo consideró el investigador Walter Lehmann en la primera mitad del siglo XX.

### Debate sobre su origen
El origen de los Lencas siempre ha estado bajo un aura de misterio para los antropólogos, tanto nacionales como extranjeros. En un inicio se creyó por mucho tiempo gracias a las explicaciones del profesor Rodolfo Barón Castro, que los Lencas son descendientes de grupos mayas que no siguieron el éxodo que dio fin a sus dominios territoriales y una vez asentados en suelo centroamericano formaron una identidad aparte, sin embargo dicha teoría ha sido descartada. 
Nuevas investigaciones han dado la hipótesis que los Lencas descienden de grupos indígenas relacionados con los pueblos de habla Chibcha que llegaron a Centroamérica, una vez establecidos en lo que hoy comprende el territorio Hondureño estos recibieron mucha influencia mesoamericana, principalmente Olmeca. Esta les ayudaría a forjar su identidad y el modelo de gobierno posterior al fundar ciudades por el centro de Honduras y parte de El Salvador.
Esta hipótesis se sotiene gracias a que existen suficientes evidencias arqueológicas y lingüísticas que muestran que una vez se adentraron a lo que es hoy la zona centro de Honduras estos se vuelven un pueblo sedentario, dedicado a la agricultura, y su expansión a nuevos territorios como el departamento de Morazán y otros del oriente salvadoreño probablemente se debió al desarrollo de técnicas agrícolas, como un mayor desarrollo en los cultivos de maíz, y la búsqueda de tierras fértiles para fundar sus asentamientos.
Cabe mencionar que los historiadores denominan a los ancestros de este pueblo entre el Preclásico (2500 a. C. - 200 d. C.) como "protolencas", debido a que fue durante este tiempo cuando se desarrollaron las bases culturales, religiosas y lingüísticas de este pueblo. En ese tiempo, los protolencas habrían sido grupos que habían construido grandes centros urbanos y con características socioculturales compartidas, pero aún en formación como una identidad étnica y cultural plenamente definida. No sería hasta el Clásico, que estos ya habrían tenido una identidad fuertemente establecida, convirtiéndose en uno de los grupos mesoamericanos más numerosos y desarrollados del área centroamericana.

### Sitios prehispánicos destacables

Pirámide en el parque Los Naranjos, Honduras. Dichas estructuras fueron construidas por ancestros de los lencas conocidos como "proto-lencas", las ruinas poseen una enorme influencia Olmeca.

El sitio arqueológico de los Naranjos se cree que fue una de los primeros asentamientos fundados por los ancestros de esta cultura, los ya mencionados protolencas, también el sitio salvadoreño de Quelepa (que fue habitado desde el período preclásico hasta inicios del posclásico temprano) es considerado como un sitio que fue habitado y gobernado por los Lencas. 

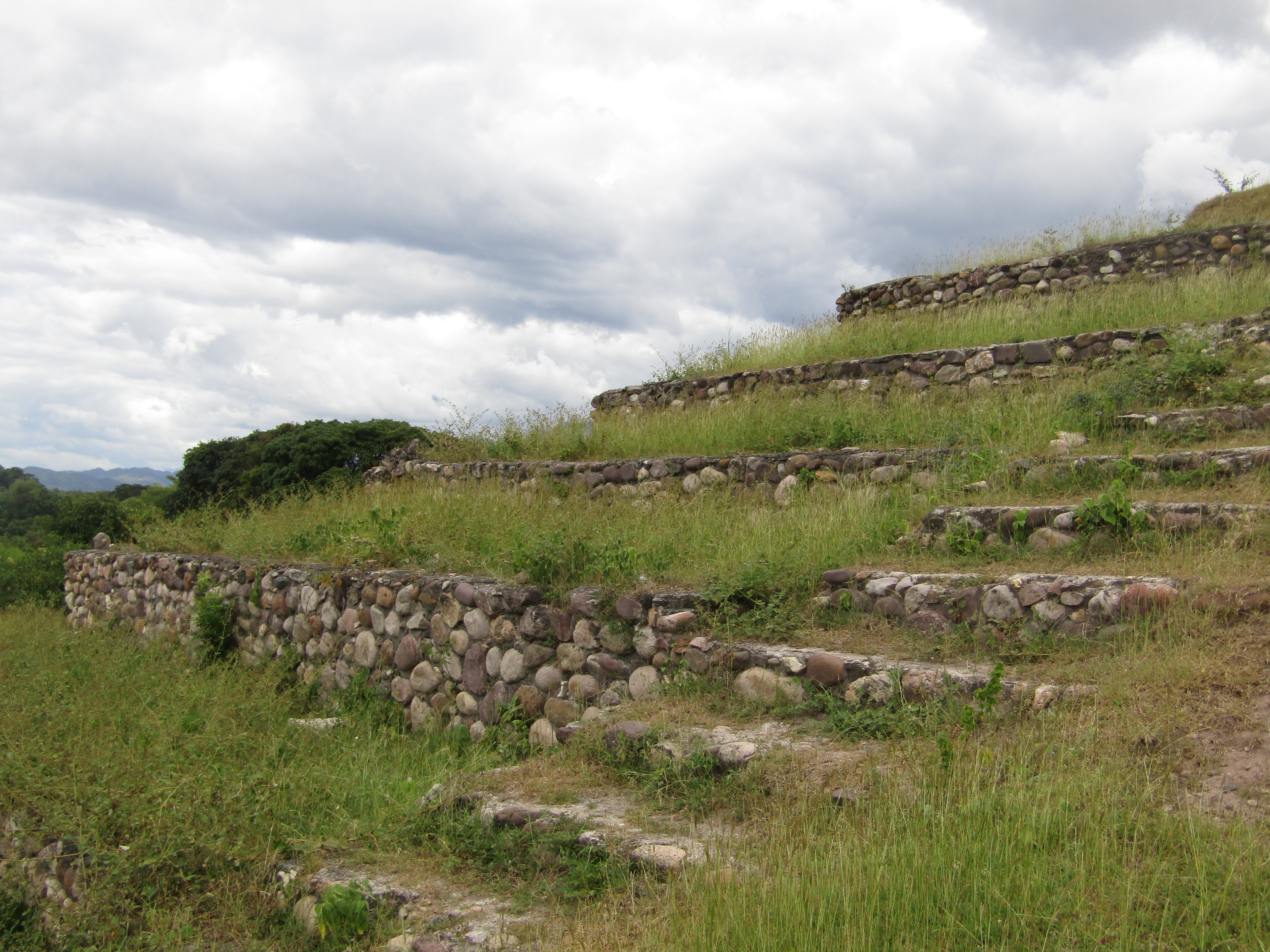
Pirámide 102 del Chilcal.

Otro centro importante de los Lencas es el asentamiento de El Chircal  en el centro de Honduras en el valle de Comayagua, la cual fue una ciudad activa en el periodo preclásico tardío y clásico temprano; arqueólogos llegan a creer que se trató de un centro de comercio muy importante para esta cultura. Otros asentamiento son también ubicado en el centro de lo que hoy es Honduras es Tenampúa, funcionó como un importante centro ceremonial y religioso durante el período clásico. 

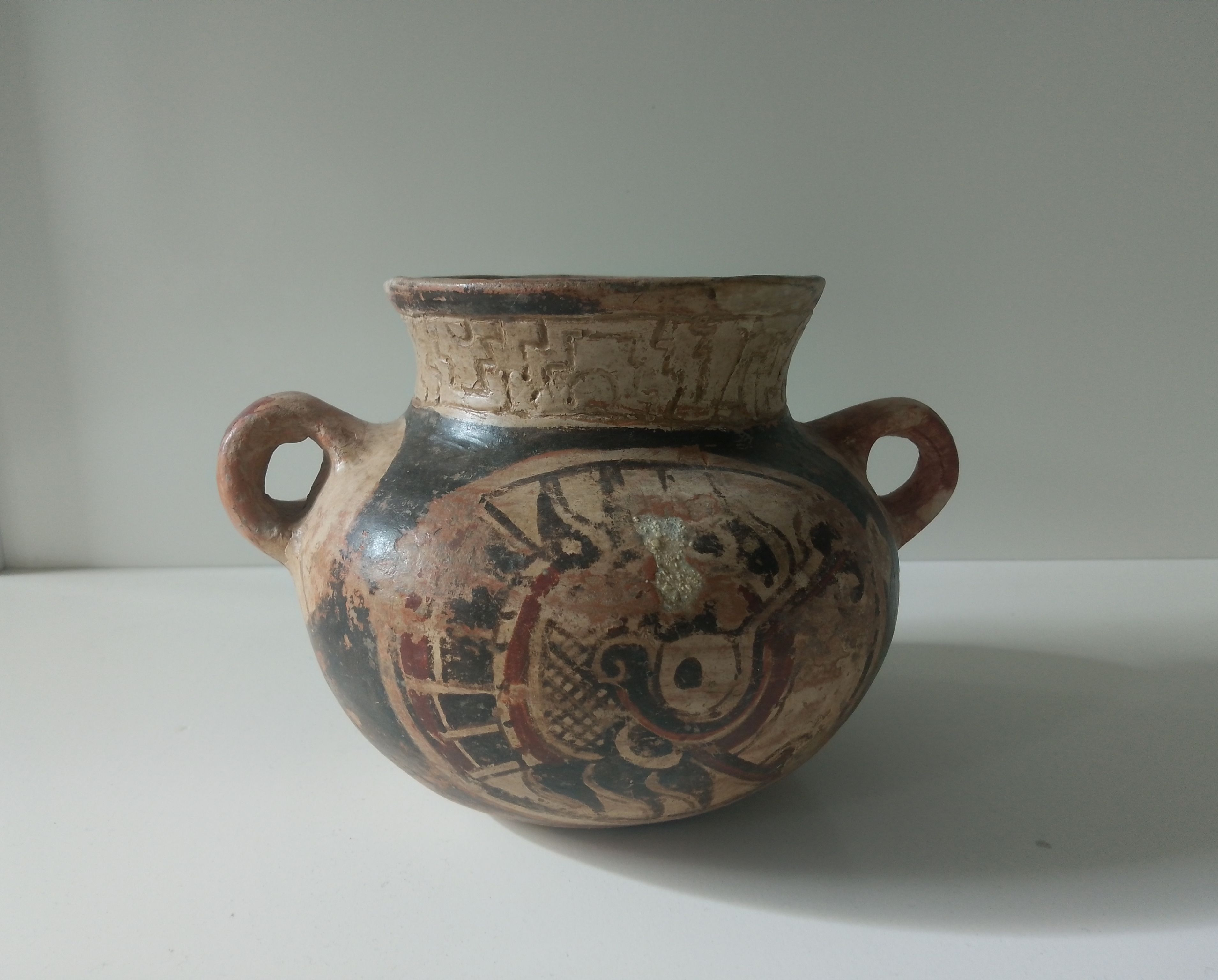
Uno de los varios policromados encontrados en Tenampúa.

En el sitio arqueológico de San Antonio de Tejas (el municipio de Ocotal del departamento nicaragüense de Nueva Segovia) se ha encontrado, en bajas cantidades, cerámica procedente del área lenca (Quelepa y sitios en Honduras) y maya (valle de Ulúa en Honduras) que va del preclásico tardío al clásico tardío (500 a. C. a 900 d. C.), que muestran contactos comerciales con los sitios de esa zona; sin embargo, el hecho que la distribución de los tipos cerámica foráneos no es igual en el sitio y otros lugares de Nicaragua muestra que la interacción social pudo no darse directamente. Asimismo, el hecho de que la obsidiana del sitio corresponda a lascas y casi ninguna a laminas, muestra que la población del lugar (como el resto de la región norte de Nicaragua) no había llegado a desarrollar una tecnología típicamente mesoamericana y que tampoco eran partícipes de las redes de intercambio mesoamericanas (como si lo eran en los sitios lencas).

### Situación y organización para fines de la época prehispánica
Para principios del siglo XVI cada dialecto tenía su propia confederación, dividido cada uno en varios señoríos constituidos a la vez por varios pueblos. Cada pueblo era gobernado por un señor principal que era asistido por cuatro tenientes que lo ayudaban en las tareas del gobierno y era sucedido por su primogénito.Los pueblos a su vez se dividían en parcialidades (semejantes a los calpulli nahuas, que el cronista Antonio de Herrera denominaría parentelas) conformados por uno o más linajes.
La guerra era común entre los diferentes señoríos y también con poblaciones hablantes de otro idioma (como los pipiles, mayas, etc.), y su objetivo era ampliar el territorio o capturar esclavos; en ciertos períodos del año hacían treguas los diferentes señoríos lencas (estas treguas son recordadas por los lencas con la ceremonia del Guancasco).
Los lencas plebeyos se dedicaban principalmente a la siembra de milpas y la alfarería; y vivían en chozas con paredes hechas de palos o de bahareque, y con techo de paja. Se desconoce mucho de la vida urbana de este pueblo por falta de documentos aunque durante el preclasico y Clasico tenia cnetros urbanos bien organizados mesoamericano al inicio de la conquista de Honduras la mayoría poseía centros urbanos relativamente pequeños rodeados de cultivos. 

### Conquista española

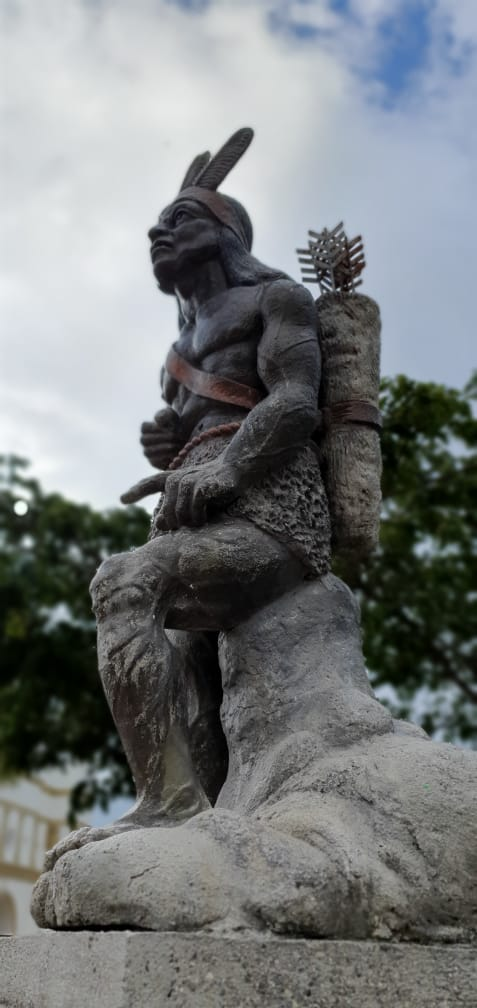
Monumento en honor al cacique Lempira.

Durante la conquista, sus pueblos fueron evangelizados. Algunas comunidades más conservadoras resistieron a convertirse al catolicismo, en cambio otras se convirtieron de manera más pacífica.  En tiempos de la conquista española solamente cuatro lencas son nombrados en los documentos de esa época: Mota, Entepica, Benito y Lempira. Mota lideró a los caciques lencas que defendieron de los españoles el entorno del asentamiento de Gracias a Dios, en el actual departamento de Lempira; Entepica fue cacique de Piraera y señor de Cerquín, y Benito fue cacique de Olancho, en Silca.
Lempira organizó una guerra de resistencia que duró cerca de doce años y que terminó con su muerte en 1537. Al llegar los españoles, en lo que hoy es El Salvador, su población junto a la de los pipiles y demás pueblos originarios era de 116 000 a 300 000 almas. Otras estimaciones hablan de que los lencas eran por sí mismos 300 000 (años 1520) y unos 25 000 en 1550. La rebelión de Lempira de 1537-1538 logró armar a más de 30 000 guerreros, lo que indica una gran población, pero algunos mencionan que la población en 1537 era de apenas 15 000 almas y que bajó a 8000 dos años después debido a las enfermedades traídas desde el continente europeo.

### Independencia

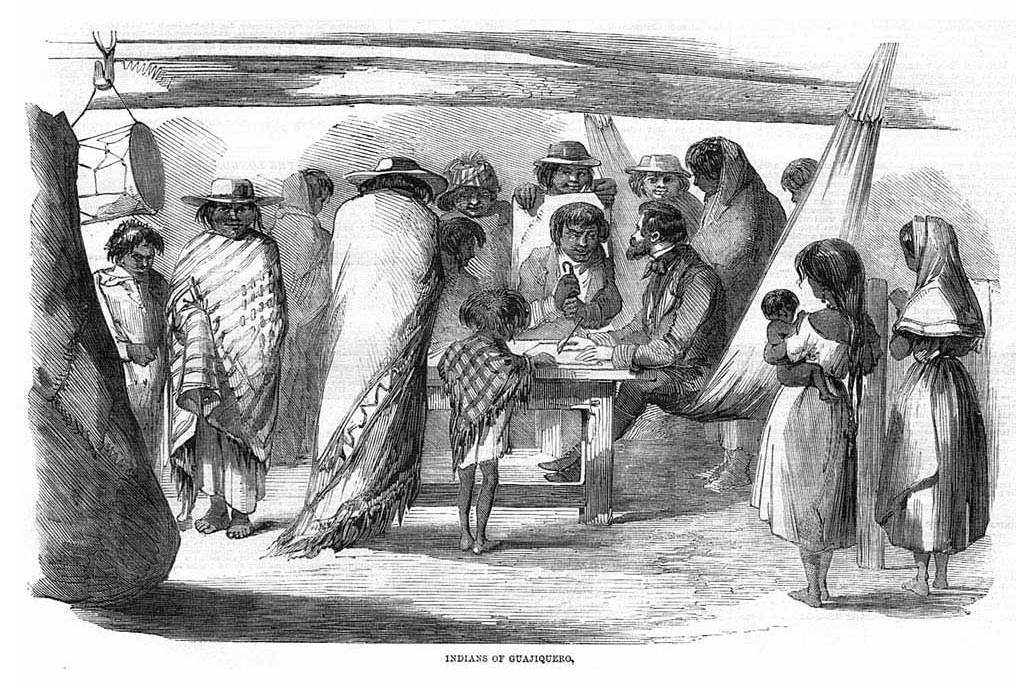
Indígenas Lencas de Honduras en un grabado de 1859.

Luego de la independencia de España en 1821 y de la formación de las repúblicas de Honduras y El Salvador, se legalizó mediante la constitución la formación de un nuevo país, del que no formaban parte como ciudadanos los grupos indígenas y los grupos étnicos.

### SigloXXI
A pesar de la adopción del catolicismo, el castellano, y en el caso de los lencas hondureños la extinción del lenca hondureño, los lencas aún preservan varios rasgos de su cultura original en la actualidad. En 1993 la líder indígena y activista lenca Berta Cáceres cofundó el Consejo Cívico de Organizaciones Populares e Indígenas de Honduras (COPINH). En 2015 ganó el Premio Medioambiental Goldman y en marzo de 2016 fue cruelmente asesinada, siendo homenajeada tanto en su país como en el extranjero gracias a su constante y larga lucha ecologista y por los derechos de los pueblos autóctonos de Honduras. Actualmente en El Salvador hay proyectos locales rehabilitación del lenca salvadoreño, para evitar su extinción.

## Religión nativa
La religión nativa de los lencas era una religión politeísta que veía la realidad desde un punto de vista animista, muy similar a la de otros grupos mesoamericanos, principalmente creía en el nahualismo y los dioses estaban organizados jerárquicamente.
Acorde la mitología lenca, la pareja de dioses principales eran Itanipuca (el gran padre) e Ilanguipuca (la gran madre); otro dios importante lenca era Icelaca (dios lenca del tiempo).El shamanismo era reducido y los shamanes eran por lo general mujeres.La leyenda lenca más conocida es la leyenda de Comizahual.

## Lenguas y cultura

Pueblos indígenas que habitaban el territorio salvadoreño en tiempos de la conquista: 1. Nahuas, 2. Lencas, 3. Kakawiras o Cacaoperas, 4. Xincas, 5. Mayas Chortis, 6. Mayas Pokomames, 7. Chorotegas.

Hoy en día los Lencas hablan principalmente el español pero también hablan las lenguas lencas (estas son el lenca hondureño y salvadoreño). En Honduras el pueblo lenca cuenta con más de 100 000 personas, y en El Salvador con más de 37 000 personas. La alfarería lenca de Honduras se vende en los Estados Unidos y Europa para decoración doméstica. En ambos países están tratando de mantener su cultura. A inicios del siglo XX la población de este pueblo era de unas 20 000 personas. En Honduras en 1950 eran 58 000 (más 27 000 mestizados) y en 1988, 20 000, según las diversas fuentes. En 1993 en ese país había 90 000.
Las lenguas lencas pasaron de ser los principales idiomas del pueblo lenca, siendo reemplazado casi en su totalidad por el español y desaparecer en el plazo de apenas una a cinco generaciones, dependiendo de la región. Los padres y abuelos se negaron a transmitirlo por ser menospreciado por el resto de la sociedad (en las escuelas los niños eran castigados hasta años recientes por usar dicha lengua).

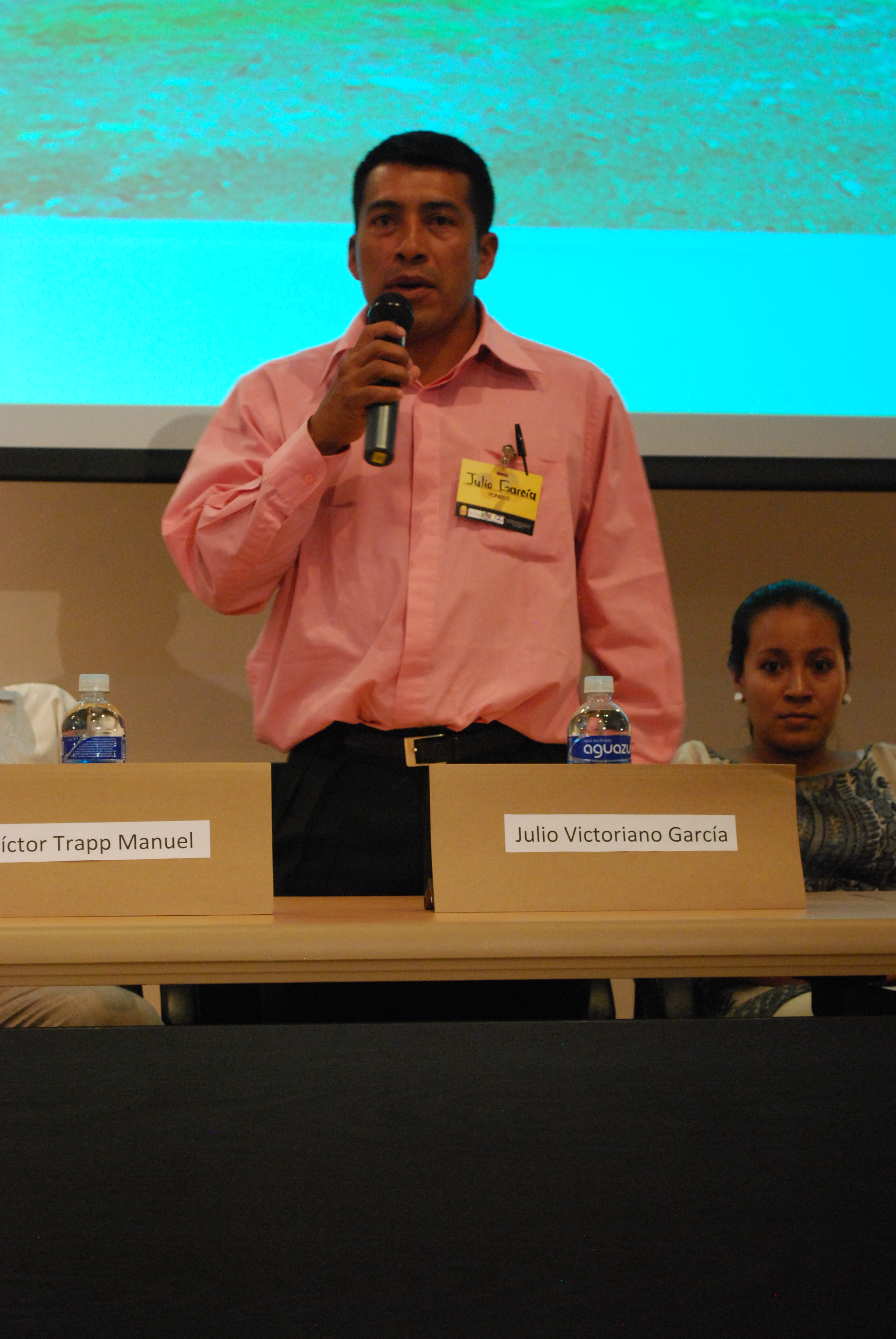
Julio Victoriano García representa al pueblo lenca en un congreso en la Universidad Nacional Autónoma de Honduras.

En 1896 el famoso etnólogo francés, Alphonse Pinart, realizó una visita a la comunidad lenca de Guajiquiro, teniendo como fruto la publicación en 1897 del libro Pequeño vocabulario de la lengua lenca: (dialecto de Guajiquiro).

## Tipo de gobierno
Para el período posclásico tardío, ya entrando en la conquista de América, los lencas se organizaban bajo un sistema de cacicazgos o "reinos", cada uno de ellos gobernado por un cacique o señor que fungía como líder militar y máxima autoridad de sus territorios. El cacique era auxiliado por un consejo de sabios ancianos que fungían como consejeros. No obstante, si el cacique caía en combate o decidía abdicar, se elegía un nuevo líder mediante votación, por lo que se tenía una especie de monarquía electiva. Los dos caciques más famosos de los lencas fueron Entepica y Lempira, siendo este segundo el que logró mantener alianzas con otros cacicazgos para hacer frente a los conquistadores europeos.

## Ritos
El pueblo lenca vive y se desarrolla en armonía y respeto a la naturaleza, su tarea es cuidar y proteger sus tierras ancestrales, algunos de sus ritos son los siguientes:
La compostura: son ritos ancestrales a la madre tierra, al maíz y al agua en la que se agradece a Aku por lo que se ha obtenido en y obtendrá en su tierra.
El Guancasco, Wankasko o Wankiada, es un encuentro de reconciliación, entre familias y pueblos o las comunidades vecinas, generalmente dos, se reúnen para establecer obligaciones recíprocas con el fin de confirmar la paz y la amistad  y además se realizan danzas, bailes al ritmo de la flauta y tambor, así mismo se comparten comidas y bebidas típicas. Los guancascos toman muchas formas y han adoptado muchas representaciones católicas, pero también incluyen costumbres y representaciones tradicionales. Se realizan procesiones y elaborados intercambios de saludos y bailes folclóricos ante la estatua del santo patrón de la ciudad. Realizándose en los municipios del centro y oeste de Honduras, como Yamaranguila, La Campa, La Paz, entre otros; y también en el oriente de El Salvador, en los distritos de Guatajiagua y Lolotique.

## Galería

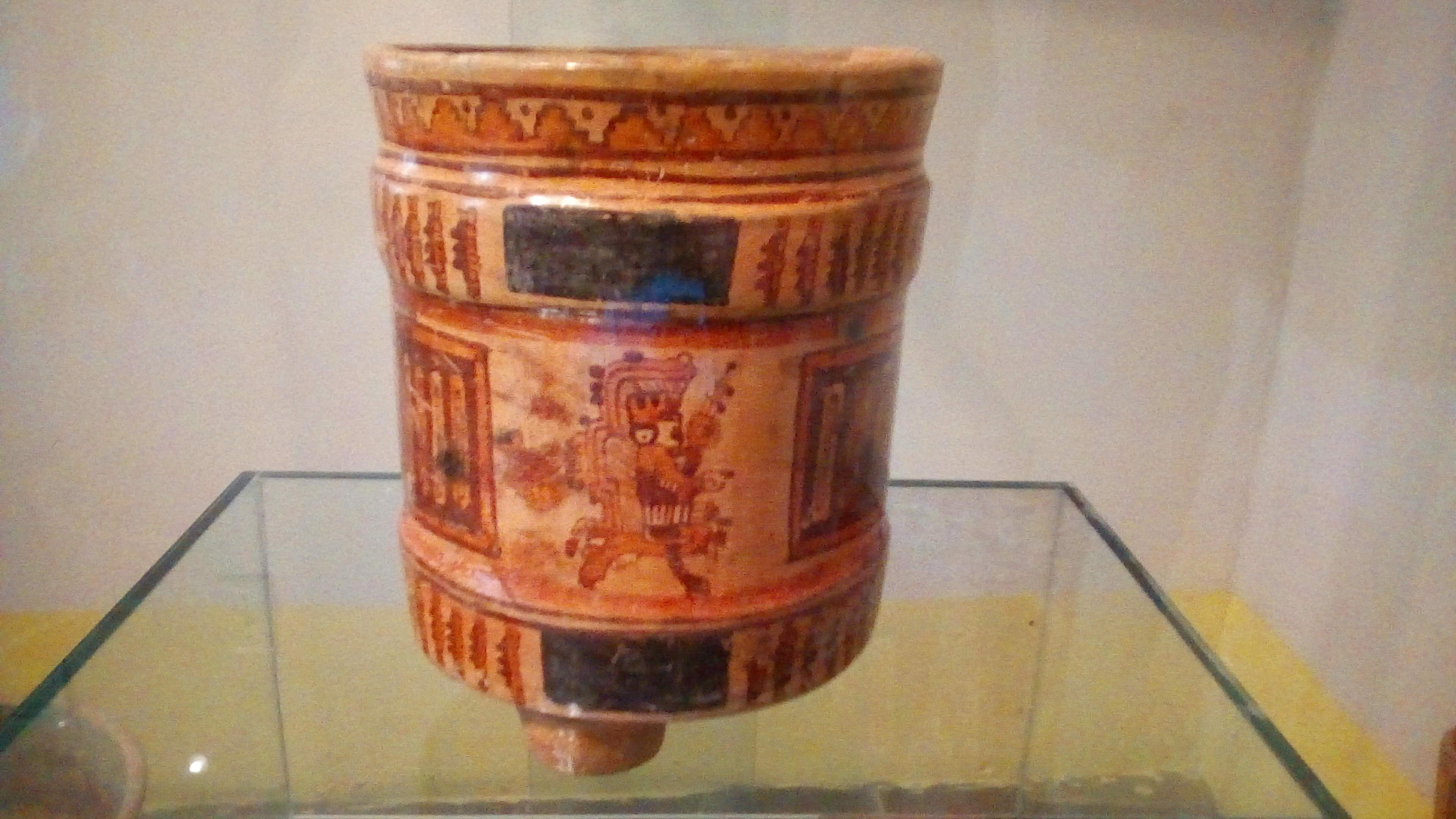
Vasija encontrada en Yarumela.
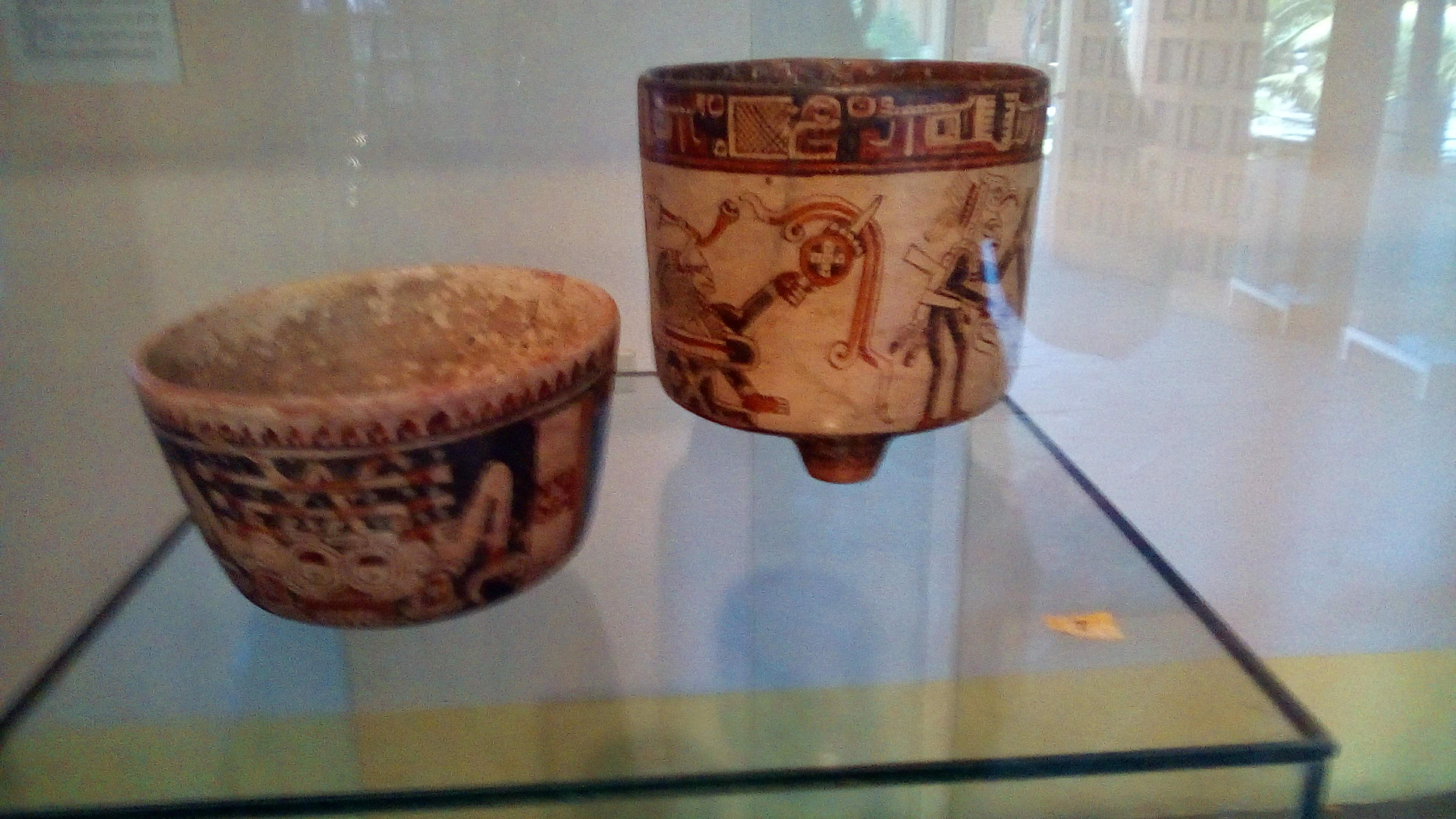
Vasijas del período Clásico.
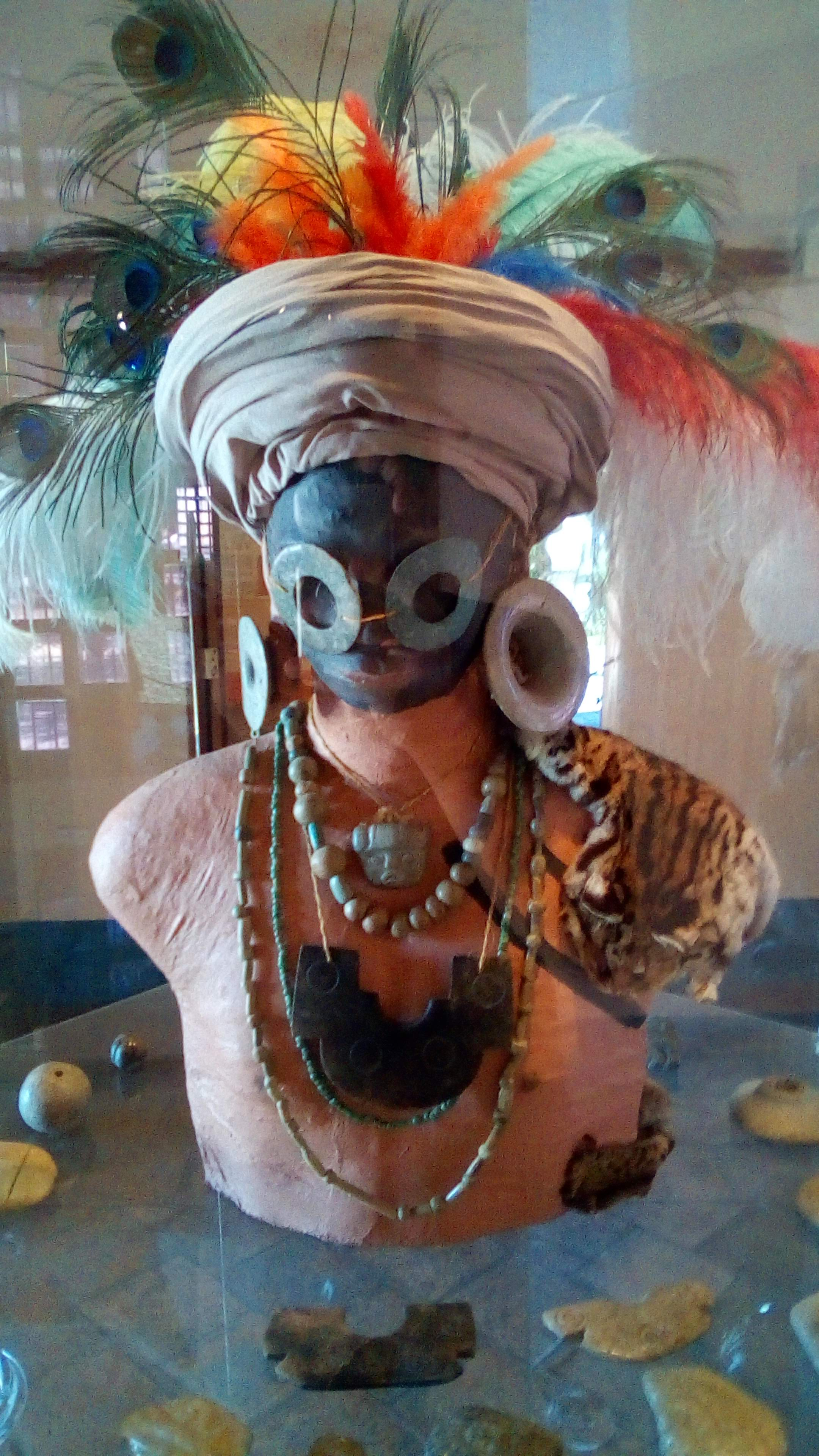
representación de un cacique Lenca.
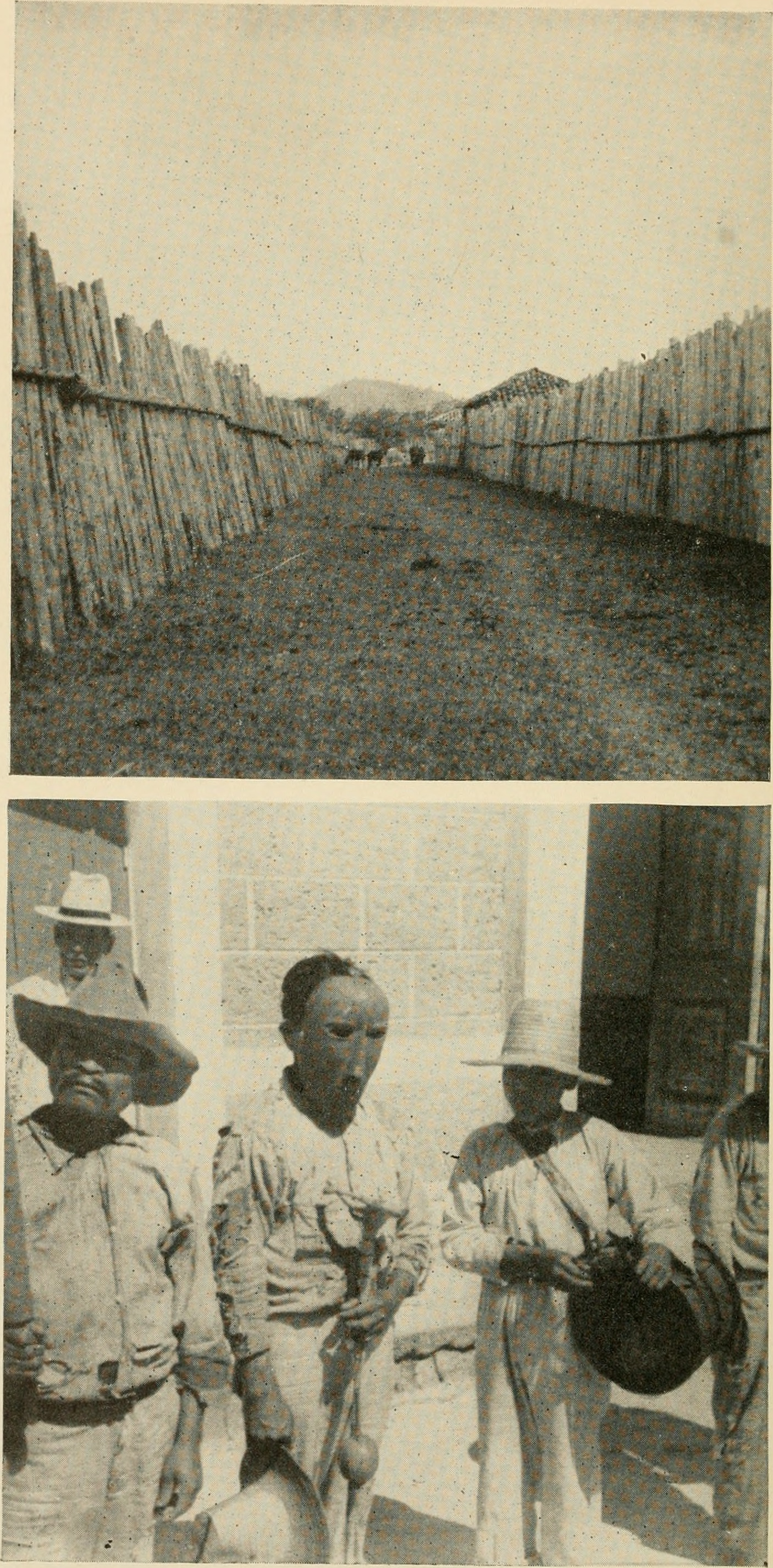
Fotografía de 1948 de un hombre portando una máscara de ayote durante el baile de las fiestas patronales de Intibucá.
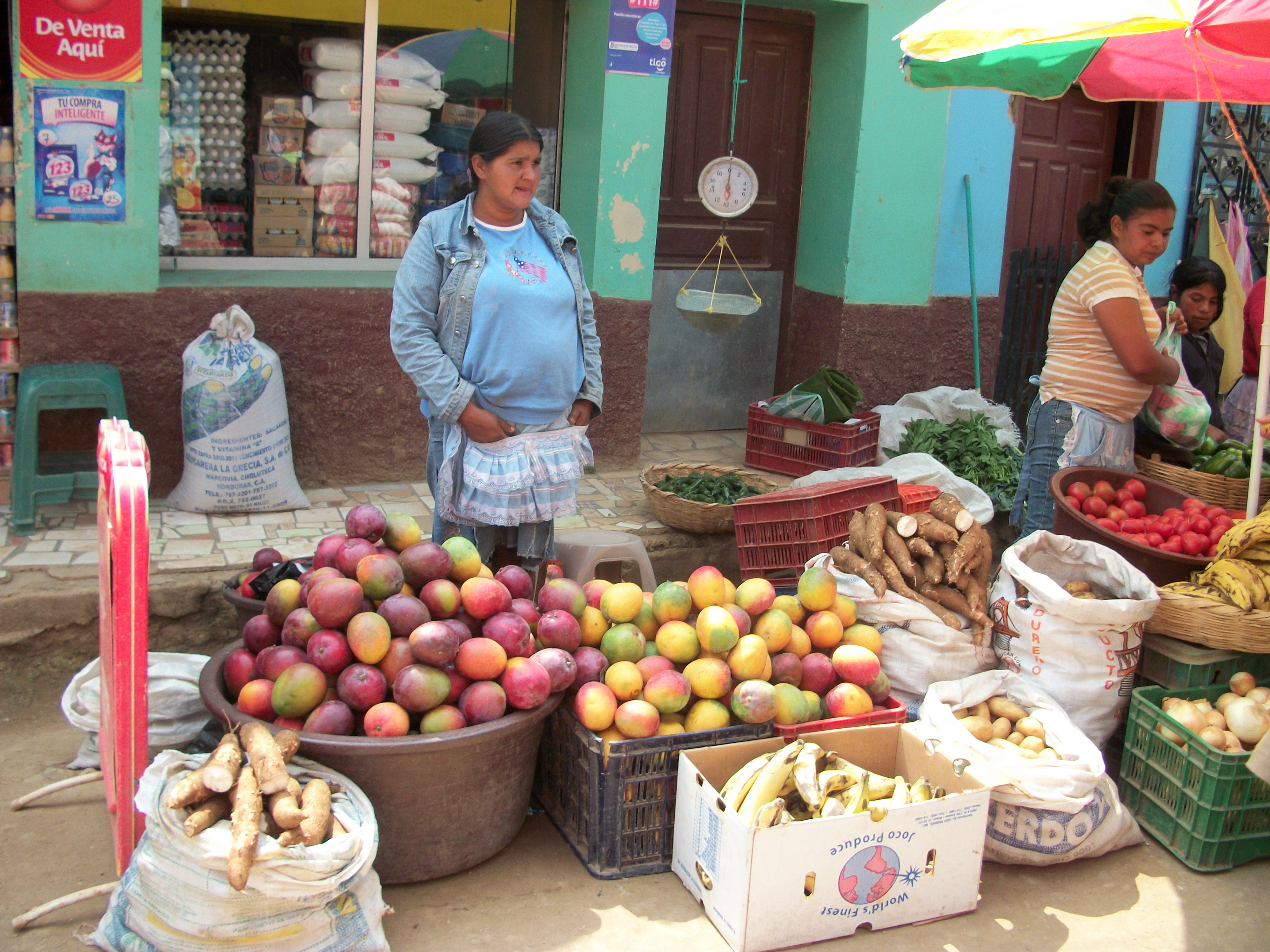
Una vendedora Lenca en el Departamento de Intibucá.
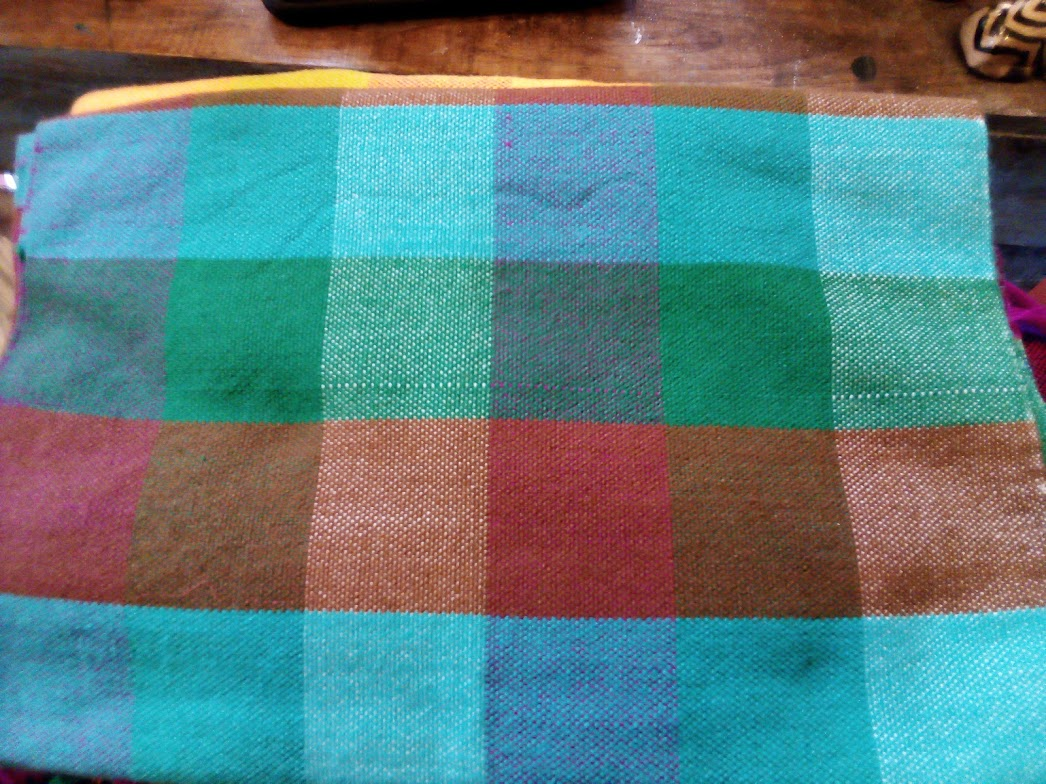
Telas multicolor, parte de la vestimenta tradicional de los Lencas.

## Personas notables
- America Ferrera
- Berta Cáceres
- Lempira (cacique lenca)
- Bertha Zúniga
- Mario Salvador Hernández (semi-hablante de lenca salvadoreño, considerado último hablante por los periódicos salvadoreños)
- Entepica
- Mota
- Benito (Cacique lenca)